# Torneo Intermedio 2023
El Torneo Intermedio 2023 fue el segundo certamen del 120.º Campeonato de Primera División del fútbol uruguayo organizado por la AUF. Se jugó entre el 2 de junio y el 30 de julio de 2023.

## Sistema de disputa
Se disputó en dos series, A y B, conformada la primera por los equipos que resultaron en posiciones impares en el Torneo Apertura 2023, y la segunda por los equipos que se ubicaron en las posiciones pares de dicho torneo.

### Información general
Las fechas de fundación de los equipos y el palmarés de títulos y subtítulos son elementos declarados por los propios clubes implicados. Todos los datos estadísticos corresponden únicamente a los Campeonatos Uruguayos organizados por la Asociación Uruguaya de Fútbol, no se incluyen los torneos de la FUF de 1923 y 1924 ni el Torneo del Consejo Provisorio 1926 en las temporadas contadas.
| Equipo                 | Ciudad                 | Estadio de localía            | Capacidad | Fundación                | Temporadas | Temp. Consecutivas | Títulos | Subtítulos | Indumentaria    | 2022 |
| ---------------------- | ---------------------- | ----------------------------- | --------- | ------------------------ | ---------- | ------------------ | ------- | ---------- | --------------- | ---- |
| Boston River           | Montevideo             | Juventud Parque Artigas       | 6.148     | 20 de febrero de 1939    | 8          | 8                  | 0       | 0          | Kelme           | 4°   |
| Cerro                  | Montevideo             | Monumental Luis Tróccoli      | 25.000    | 1 de diciembre de 1922   | 76         | 1                  | 0       | 1          | Identidad Cerro |      |
| Cerro Largo            | Melo                   | Arq. Antonio Eleuterio Ubilla | 7.000     | 19 de noviembre de 2002  | 10         | 5                  | 0       | 0          | Concreto        | 11°  |
| Danubio                | Montevideo             | Jardines del Hipódromo        | 18.000    | 1 de marzo de 1932       | 73         | 2                  | 4       | 4          | Mgr Sport       | 8°   |
| Defensor Sporting      | Montevideo             | Luis Franzini                 | 16.000    | 15 de marzo de 1913      | 96         | 2                  | 4       | 10         | Puma            | 7°   |
| Deportivo Maldonado    | Maldonado              | Domingo Burgueño Miguel       | 17.172    | 25 de agosto de 1928     | 10         | 4                  | 0       | 0          | Joma            | 3°   |
| Fénix                  | Montevideo             | Parque Capurro                | 5.097     | 7 de julio de 1916       | 42         | 15                 | 0       | 0          | Mgr Sport       | 10°  |
| La Luz                 | Montevideo             | Parque Palermo                | 4.072     | 19 de abril de 1929      | 1          | 1                  | 0       | 0          | Breus           |      |
| Liverpool              | Montevideo             | Belvedere                     | 7.780     | 15 de febrero de 1915    | 82         | 9                  | 0       | 1          | Mgr Sport       | 2°   |
| Montevideo City Torque | Montevideo             | Centenario                    | 60.235    | 26 de diciembre de 2007  | 5          | 4                  | 0       | 0          | Puma            | 12°  |
| Montevideo Wanderers   | Montevideo             | Parque Alfredo Víctor Viera   | 9.000     | 15 de agosto de 1902     | 107        | 24                 | 3       | 8          | Umbro           | 9°   |
| Nacional               | Montevideo             | Gran Parque Central           | 34.000    | 14 de mayo de 1899       | 119        | 119                | 49      | 45         | Umbro           | 1°   |
| Peñarol                | Montevideo             | Campeón del Siglo             | 40.700    | 28 de septiembre de 1891 | 118        | 96                 | 51      | 40         | Puma            | 6°   |
| Plaza Colonia          | Colonia del Sacramento | Parque Juan Gaspar Prandi     | 3.000     | 22 de abril de 1917      | 13         | 5                  | 0       | 0          | Mgr Sport       | 13°  |
| Racing                 | Montevideo             | Parque Osvaldo Roberto        | 4.500     | 6 de abril de 1919       | 54         | 1                  | 0       | 0          | Macron          |      |
| River Plate            | Montevideo             | Parque Federico Omar Saroldi  | 5.165     | 11 de mayo de 1932       | 75         | 20                 | 0       | 1          | Mgr Sport       | 5°   |

## Grupos
Los grupos se determinaron por la posición de los equipos en la tabla del Torneo Apertura. Los clubes en posición impar fueron a la Serie A, y los clubes en posición par a la Serie B.
| A2023 | Serie A                | A2023 | Serie B             |
| ----- | ---------------------- | ----- | ------------------- |
| 1.°   | Peñarol                | 2.°   | Nacional            |
| 3.°   | Defensor Sporting      | 4.°   | Cerro Largo         |
| 5.°   | Montevideo Wanderers   | 6.°   | Liverpool           |
| 7.°   | River Plate            | 8.°   | Deportivo Maldonado |
| 9.°   | La Luz                 | 10.°  | Cerro               |
| 11.°  | Montevideo City Torque | 12.°  | Plaza Colonia       |
| 13.°  | Danubio                | 14.°  | Racing              |
| 15.°  | Boston River           | 16.°  | Fénix               |

## Clasificación

### Grupo A
| Pos. | Equipo                 | Pts. | PJ | G | E | P | GF | GC | Dif. |  |
| ---- | ---------------------- | ---- | -- | - | - | - | -- | -- | ---- |  |
| 1    | Defensor Sporting      | 14   | 7  | 4 | 2 | 1 | 11 | 5  | +6   |  |
| 2    | Montevideo Wanderers   | 12   | 7  | 3 | 3 | 1 | 10 | 6  | +4   |  |
| 3    | Danubio                | 11   | 7  | 3 | 2 | 2 | 6  | 4  | +2   |  |
| 4    | Peñarol                | 10   | 7  | 3 | 1 | 3 | 9  | 9  | 0    |  |
| 5    | Boston River           | 9    | 7  | 3 | 0 | 4 | 8  | 7  | +1   |  |
| 6    | River Plate            | 9    | 7  | 2 | 3 | 2 | 5  | 7  | −2   |  |
| 7    | Montevideo City Torque | 8    | 7  | 2 | 2 | 3 | 8  | 8  | 0    |  |
| 8    | La Luz                 | 4    | 7  | 1 | 1 | 5 | 6  | 17 | −11  |  |

 Fuente: AUF
|  | Ganador del Grupo A y clasificado a la Final del Torneo Intermedio. |

### Grupo B
| Pos. | Equipo              | Pts. | PJ | G | E | P | GF | GC | Dif. |  |
| ---- | ------------------- | ---- | -- | - | - | - | -- | -- | ---- |  |
| 1    | Liverpool           | 16   | 7  | 5 | 1 | 1 | 15 | 8  | +7   |  |
| 2    | Cerro               | 12   | 7  | 3 | 3 | 1 | 6  | 4  | +2   |  |
| 3    | Nacional            | 11   | 7  | 3 | 2 | 2 | 12 | 8  | +4   |  |
| 4    | Racing              | 10   | 7  | 3 | 1 | 3 | 12 | 12 | 0    |  |
| 5    | Fénix               | 9    | 7  | 2 | 3 | 2 | 7  | 5  | +2   |  |
| 6    | Cerro Largo         | 8    | 7  | 2 | 2 | 3 | 8  | 9  | −1   |  |
| 7    | Deportivo Maldonado | 5    | 7  | 1 | 2 | 4 | 7  | 13 | −6   |  |
| 8    | Plaza Colonia       | 4    | 7  | 0 | 4 | 3 | 9  | 17 | −8   |  |

 Fuente: AUF
|  | Ganador del Grupo B y clasificado a la Final del Torneo Intermedio. |

## Fixture
| Fecha 1 | Fecha 1                | Fecha 1   | Fecha 1           | Fecha 1                    | Fecha 1    | Fecha 1 | Fecha 1            | Fecha 1 |
| Serie   | Local                  | Resultado | Visitante         | Estadio                    | Fecha      | Hora    | Árbitro            |         |
| ------- | ---------------------- | --------- | ----------------- | -------------------------- | ---------- | ------- | ------------------ | ------- |
| B       | Liverpool              | 3:2       | Racing            | Belvedere                  | 2 de junio | 15:00   | Leodán González    |         |
| A       | La Luz                 | 3:2       | Peñarol           | Domingo Burgueño Miguel    | 2 de junio | 20:00   | Javier Feres       |         |
| B       | Cerro                  | 1:1       | Nacional          | Mincheff de Lazaroff       | 3 de junio | 15:00   | Mathías de Armas   |         |
| A       | Montevideo Wanderers   | 1:1       | Danubio           | Parque Alfredo V. Viera    | 3 de junio | 17:30   | Gustavo Tejera     |         |
| B       | Plaza Colonia          | 3:3       | Cerro Largo       | Profesor Alberto Suppici   | 4 de junio | 12:30   | Christian Ferreyra |         |
| A       | River Plate            | 0:1       | Boston River      | Parque Federico O. Saroldi | 4 de junio | 15:00   | Pablo Giménez      |         |
| B       | Deportivo Maldonado    | 1:1       | Fénix             | Domingo Burgueño Miguel    | 5 de junio | 18:00   | José Burgos        |         |
| A       | Montevideo City Torque | 1:1       | Defensor Sporting | Parque Alfredo V. Viera    | 5 de junio | 20:15   | Leandro Lasso      |         |

| Fecha 2 | Fecha 2           | Fecha 2   | Fecha 2                | Fecha 2                 | Fecha 2     | Fecha 2 | Fecha 2            | Fecha 2 |
| Serie   | Local             | Resultado | Visitante              | Estadio                 | Fecha       | Hora    | Árbitro            |         |
| ------- | ----------------- | --------- | ---------------------- | ----------------------- | ----------- | ------- | ------------------ | ------- |
| A       | Danubio           | 1:0       | Montevideo City Torque | Mincheff de Lazaroff    | 16 de junio | 15:00   | Christian Ferreyra |         |
| B       | Cerro Largo       | 1:3       | Liverpool              | Arq. Antonio E. Ubilla  | 16 de junio | 19:00   | Antonio García     |         |
| B       | Fénix             | 0:0       | Cerro                  | Parque Capurro          | 17 de junio | 10:00   | Daniel Fedorczuk   |         |
| A       | Boston River      | 4:0       | La Luz                 | Juventud Parque Artigas | 17 de junio | 15:30   | Leodán González    |         |
| B       | Nacional          | 4:0       | Deportivo Maldonado    | Gran Parque Central     | 17 de junio | 18:30   | Bruno Sacarelo     |         |
| B       | Racing            | 4:1       | Plaza Colonia          | Parque Osvaldo Roberto  | 18 de junio | 10:00   | Santiago Motta     |         |
| A       | Peñarol           | 1:3       | River Plate            | Campeón del Siglo       | 18 de junio | 15:30   | Esteban Ostojich   |         |
| A       | Defensor Sporting | 2:0       | Montevideo Wanderers   | Luis Franzini           | 18 de junio | 18:00   | Mathías de Armas   |         |

| Fecha 3 | Fecha 3                | Fecha 3   | Fecha 3           | Fecha 3                    | Fecha 3     | Fecha 3 | Fecha 3            | Fecha 3 |
| Serie   | Local                  | Resultado | Visitante         | Estadio                    | Fecha       | Hora    | Árbitro            |         |
| ------- | ---------------------- | --------- | ----------------- | -------------------------- | ----------- | ------- | ------------------ | ------- |
| B       | Liverpool              | 3:0       | Nacional          | Belvedere                  | 23 de junio | 15:00   | Esteban Ostojich   |         |
| A       | La Luz                 | 0:2       | Danubio           | Parque Palermo             | 23 de junio | 19:00   | Esteban Guerra     |         |
| A       | River Plate            | 1:1       | Defensor Sporting | Parque Federico O. Saroldi | 24 de junio | 12:30   | Christian Ferreyra |         |
| B       | Plaza Colonia          | 1:1       | Fénix             | Juan G. Prandi             | 24 de junio | 15:00   | Leodán González    |         |
| A       | Montevideo Wanderers   | 0:0       | Peñarol           | Parque Alfredo V. Viera    | 24 de junio | 18:00   | Andrés Matonte     |         |
| B       | Cerro                  | 1:2       | Racing            | Monumental Luis Tróccoli   | 25 de junio | 10:00   | Gustavo Tejera     |         |
| B       | Deportivo Maldonado    | 0:0       | Cerro Largo       | Domingo Burgueño Miguel    | 25 de junio | 15:00   | Mathías de Armas   |         |
| A       | Montevideo City Torque | 3:1       | Boston River      | Centenario                 | 25 de junio | 17:30   | Jonathan Fuentes   |         |

| Fecha 4 | Fecha 4              | Fecha 4   | Fecha 4                | Fecha 4                 | Fecha 4    | Fecha 4 | Fecha 4            | Fecha 4 |
| Serie   | Local                | Resultado | Visitante              | Estadio                 | Fecha      | Hora    | Árbitro            |         |
| ------- | -------------------- | --------- | ---------------------- | ----------------------- | ---------- | ------- | ------------------ | ------- |
| A       | Defensor Sporting    | 3:0       | La Luz                 | Luis Franzini           | 1 de julio | 17:00   | Andrés Martínez    |         |
| A       | Montevideo Wanderers | 4:0       | River Plate            | Parque Alfredo V. Viera | 1 de julio | 19:30   | Javier Feres       |         |
| A       | Boston River         | 1:0       | Danubio                | Juventud Parque Artigas | 2 de julio | 10:00   | Javier Burgos      |         |
| B       | Fénix                | 3:0       | Racing                 | Parque Capurro          | 2 de julio | 12:30   | Esteban Ostojich   |         |
| B       | Cerro Largo          | 0:1       | Cerro                  | Arq. Antonio E. Ubilla  | 2 de julio | 15:00   | Federico Arman     |         |
| B       | Liverpool            | 3:2       | Deportivo Maldonado    | Belvedere               | 3 de julio | 15:00   | Christian Ferreyra |         |
| A       | Peñarol              | 2:0       | Montevideo City Torque | Centenario              | 3 de julio | 19:30   | Gustavo Tejera     |         |
| B       | Nacional             | 4:1       | Plaza Colonia          | Gran Parque Central     | 5 de julio | 19:30   | Andrés Matonte     |         |

| Fecha 5 | Fecha 5                | Fecha 5   | Fecha 5              | Fecha 5                  | Fecha 5     | Fecha 5 | Fecha 5            | Fecha 5 |
| Serie   | Local                  | Resultado | Visitante            | Estadio                  | Fecha       | Hora    | Árbitro            |         |
| ------- | ---------------------- | --------- | -------------------- | ------------------------ | ----------- | ------- | ------------------ | ------- |
| A       | La Luz                 | 2:3       | Montevideo Wanderers | Parque Palermo           | 7 de julio  | 20:00   | Nicolás Vignolo    |         |
| B       | Cerro                  | 1:0       | Liverpool            | Monumental Luis Tróccoli | 8 de julio  | 12:00   | Mathías de Armas   |         |
| A       | Danubio                | 1:0       | Peñarol              | Mincheff de Lazaroff     | 8 de julio  | 15:00   | Christian Ferreyra |         |
| B       | Cerro Largo            | 2:1       | Fénix                | Arq. Antonio E. Ubilla   | 8 de julio  | 17:30   | Yimmy Álvarez      |         |
| B       | Plaza Colonia          | 1:3       | Deportivo Maldonado  | Juan G. Prandi           | 9 de julio  | 12:30   | Gustavo Tejera     |         |
| A       | Boston River           | 0:1       | Defensor Sporting    | Juventud Parque Artigas  | 9 de julio  | 15:00   | Andrés Matonte     |         |
| B       | Racing                 | 2:2       | Nacional             | Centenario               | 9 de julio  | 18:00   | Javier Feres       |         |
| A       | Montevideo City Torque | 0:1       | River Plate          | Centenario               | 10 de julio | 19:00   | Daniel Rodríguez   |         |

| Fecha 6 | Fecha 6              | Fecha 6   | Fecha 6                | Fecha 6                    | Fecha 6     | Fecha 6 | Fecha 6            | Fecha 6 |
| Serie   | Local                | Resultado | Visitante              | Estadio                    | Fecha       | Hora    | Árbitro            |         |
| ------- | -------------------- | --------- | ---------------------- | -------------------------- | ----------- | ------- | ------------------ | ------- |
| A       | Defensor Sporting    | 2:1       | Danubio                | Luis Franzini              | 14 de julio | 20:00   | Javier Feres       |         |
| B       | Liverpool            | 2:2       | Plaza Colonia          | Belvedere                  | 15 de julio | 12:30   | Bruno Sacarelo     |         |
| B       | Cerro Largo          | 2:0       | Racing                 | Arq. Antonio E. Ubilla     | 15 de julio | 15:00   | Javier Burgos      |         |
| B       | Nacional             | 0:1       | Fénix                  | Gran Parque Central        | 15 de julio | 19:00   | Mathías de Armas   |         |
| A       | River Plate          | 0:0       | La Luz                 | Parque Federico O. Saroldi | 16 de julio | 12:00   | Christian Ferreyra |         |
| A       | Peñarol              | 2:1       | Boston River           | Campeón del Siglo          | 16 de julio | 15:00   | Leodán González    |         |
| A       | Montevideo Wanderers | 1:1       | Montevideo City Torque | Parque Alfredo V. Viera    | 16 de julio | 18:00   | Esteban Ostojich   |         |
| B       | Deportivo Maldonado  | 1:2       | Cerro                  | Domingo Burgueño Miguel    | 17 de julio | 19:00   | Santiago Motta     |         |

| Fecha 7 | Fecha 7      | Fecha 7   | Fecha 7                | Fecha 7                  | Fecha 7     | Fecha 7 | Fecha 7            |
| Serie   | Local        | Resultado | Visitante              | Estadio                  | Fecha       | Hora    | Árbitro            |
| ------- | ------------ | --------- | ---------------------- | ------------------------ | ----------- | ------- | ------------------ |
| B       | Fénix        | 0:1       | Liverpool              | Parque Capurro           | 21 de julio | 15:00   | Gustavo Tejera     |
| A       | La Luz       | 1:3       | Montevideo City Torque | Parque Palermo           | 21 de julio | 20:00   | Leodán González    |
| B       | Racing       | 2:0       | Deportivo Maldonado    | Parque Osvaldo Roberto   | 22 de julio | 12:15   | Hernán Heras       |
| A       | Danubio      | 0:0       | River Plate            | Mincheff de Lazaroff     | 22 de julio | 15:00   | Antonio García     |
| B       | Nacional     | 1:0       | Cerro Largo            | Gran Parque Central      | 22 de julio | 19:30   | Andrés Matonte     |
| A       | Boston River | 0:1       | Montevideo Wanderers   | Juventud Parque Artigas  | 23 de julio | 12:00   | Javier Feres       |
| A       | Peñarol      | 2:1       | Defensor Sporting      | Campeón del Siglo        | 23 de julio | 15:00   | Mathías de Armas   |
| B       | Cerro        | 0:0       | Plaza Colonia          | Monumental Luis Tróccoli | 24 de julio | 19:00   | Christian Ferreyra |

## Final
| 30 de julio de 2023 | Defensor Sporting | 0:1 (0:0) | Liverpool        | Parque Alfredo Víctor Viera, Montevideo                |                                                        |
| 16:00 (UTC-3)       |                   | Reporte   | R. Izquierdo 84' | Asistencia: 5472 espectadores Árbitro(s): Javier Feres | Asistencia: 5472 espectadores Árbitro(s): Javier Feres |

|                              |
|                              |
| Campeón Liverpool 2.º título |

## Goleadores
| Jugador           | Club                | Goles | PJ | GPP  |
| ----------------- | ------------------- | ----- | -- | ---- |
| Abel Hernández    | Peñarol             | 6     | 6  | 1    |
| Agustín Ocampo    | Fénix               | 5     | 7  | 0.71 |
| Christian Ebere   | Plaza Colonia       | 4     | 7  | 0.57 |
| Anderson Duarte   | Defensor Sporting   | 3     | 5  | 0.6  |
| Claudio Spinelli  | Deportivo Maldonado | 3     | 5  | 0.6  |
| Guillermo May     | Danubio             | 3     | 5  | 0.6  |
| Juan Rivero       | Racing              | 3     | 6  | 0.5  |
| Rubén Bentancourt | Liverpool           | 3     | 6  | 0.5  |

Fuente: Transfermarkt

### Tripletes o más
A continuación se detallan los tripletes conseguidos a lo largo del Torneo Intermedio.
| Fecha | Jugador | Goles | Local |  | Resultado |  | Visitante | Rep. |
| ----- | ------- | ----- | ----- |  | --------- |  | --------- | ---- |

## Récords
- Primer gol del Torneo Intermedio: Juan Izquierdo de  Liverpool vs.  Racing (2 de junio de 2023)

- Último gol del Torneo Intermedio: Abel Hernández de  Peñarol vs.  Defensor Sporting (24 de julio de 2023)

- Mayor número de goles marcados en un partido: 6 goles (3–3)  Plaza Colonia vs.  Cerro Largo (4 de junio de 2023)

- Mayor victoria local: (4–0)  Boston River vs.  La Luz (17 de junio de 2023),  Nacional vs.  Deportivo Maldonado (17 de junio de 2023),  Montevideo Wanderers vs.  River Plate (1 de julio de 2023)

- Mayor victoria visitante: (1–3)  Cerro Largo vs.  Liverpool (16 de junio de 2023),  Peñarol vs.  River Plate (18 de junio de 2023),  Plaza Colonia vs.  Deportivo Maldonado (9 de julio de 2023),  La Luz vs. Montevideo City Torque (21 de julio de 2023)

- Mayor racha invicta:  Defensor Sporting (6 partidos)

- Mayor racha de victorias:  Liverpool (4 partidos)

- Mayor racha de partidos sin ganar:  La Luz (6 partidos)

- Mayor racha de derrotas:  La Luz (4 partidos)